# Pueblo aari
El pueblo aari habita la región del río Omo, entre la frontera norte del Parque nacional de Mago y la región de los montes de Jinka, en Gemu Gofa, Etiopía. Su población ronda los 474.000 habitantes de los cuales 290.000 hablan la lengua arí. También son conocidos como A’ari, Ara, Aro, Aarai, Arri, Shankilla, Shanikiliña o Shankilligna. Se organizan en clanes autónomos entre los que destacan los de Argenne, Shangama y Ubamer. Practican el pastoreo de grandes rebaños de bovinos y cultivan trigo, algodón y café con fines comerciales. Por su economía se los considera el grupo más poderoso de la región.

## Idioma
Hablan arí, una lengua omótica de Etiopía que posee una decena de dialectos entre los que destaca el sido, hablado en la región del mismo nombre. Otros dialectos de la región vinculados a clanes aari son el  goza, bako, biyo, galila, laydo, seyki, shangama, sido, ubamer y zeddo.

## Economía

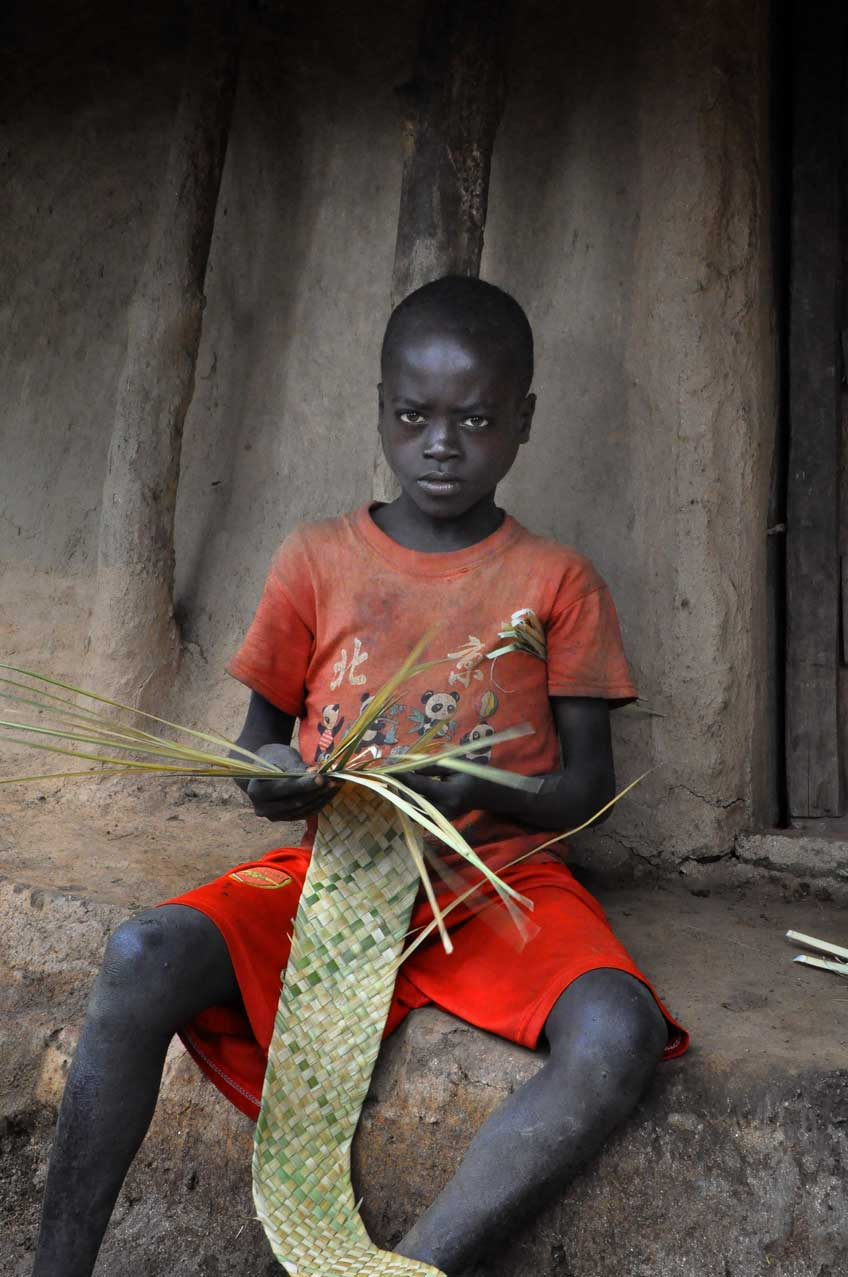
Niño aari tejiendo cestos.

Loas aari se dedican al pastoreo y poseen grandes rebaños de vacas, cabras y ovejas. También poseen criaderos de pollos y cuidan de burros y caballos, estos últimos con fines de transporte. En las zonas altas del Omo se ubican sus tierras fértiles para los cultivos de maíz, sorgo, centeno y otros cereales y legumbres. Pero sus principales cultivos comerciales son el trigo, algodón y café.
La venta de productos artesanales es un recurso explotado principalmente por los Mana, un linaje aari. Destacan como herreros, curtidores, talladores de madera, alfareros y cesteros. Dentro de la fabricación de herramientas destaca el waali, similar a una hoz. Su hoja ancha y curvada es muy útil para cortar matorrales, pequeñas ramas y otros trabajos rurales. Es un artículo muy codiciado los hogares aari y también en las familias vecinas. Otros productos comercializados son las sillas, cuencos y otros artículos domésticos que cuentan con una esmerada decoración.

## Sociedad

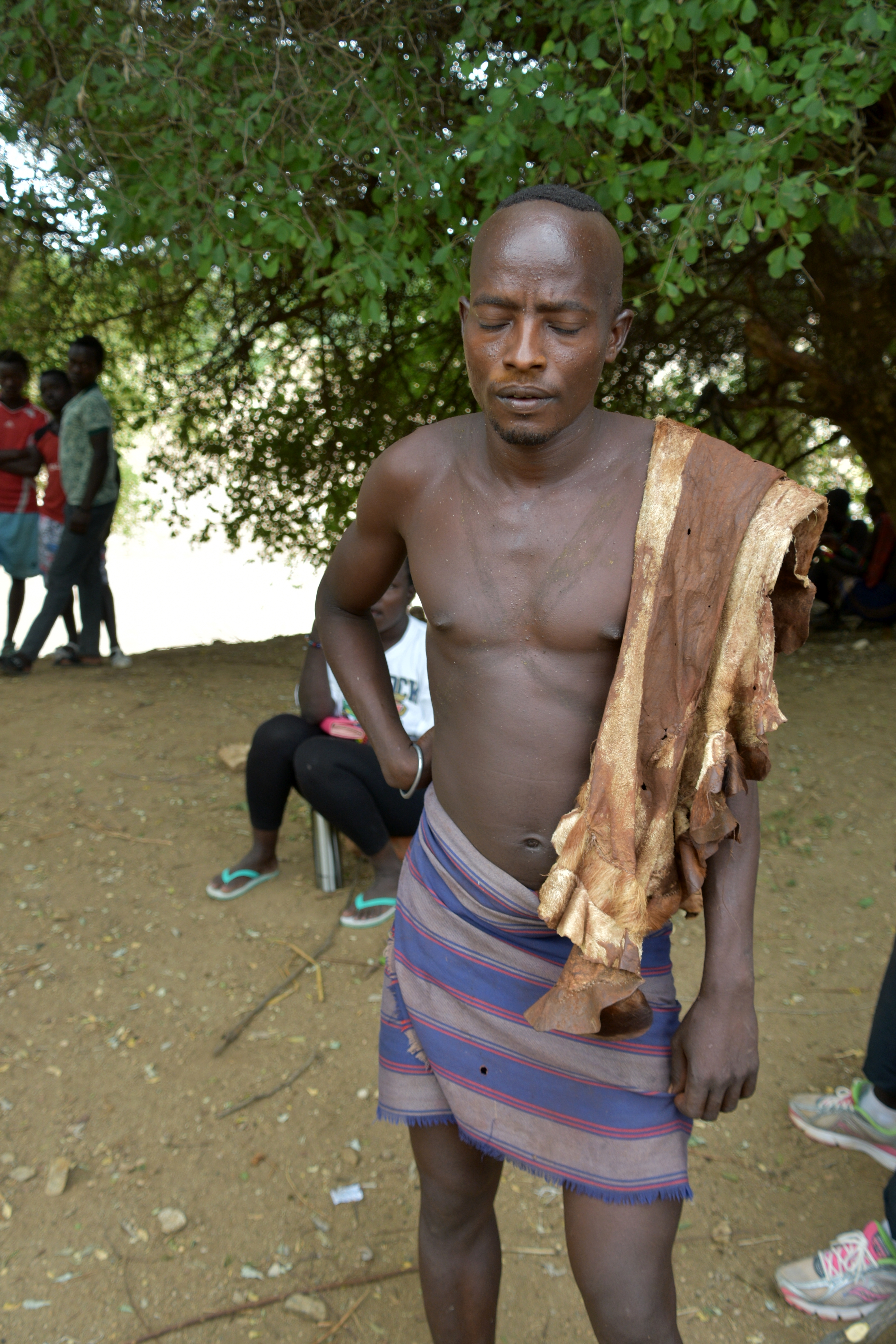
Los aari, como muchos otros hablantes de omótico de Etiopía, han conservado en gran medida sus estilos de vida tradicionales, en particular debido a su aislamiento de los grupos externos.

Los aari son principalmente pastores y agricultores. Considerados por sus vecinos como gente de trabajo y no guerreros se organizan en clanes autónomos. Según datos censales una cuarta parte de la población de Jinka, capital de la región es de etnia aari.
Las comunidades aari conviven con otros grupos seminómadas con los que han tenido algún enfrentamiento por el intento de robo de sus ganados. Pero en general conviven de forma pacífica. Los Aari generalmente no practican la mutilación genital femenina, ni la circuncisión masculina está prescrita culturalmente.

## Religión
Si bien la mayoría de los aari conserva las tradiciones etno-religiosas, hay una presencia importante de comunidades cristianas. Se estima que casi la mitad de las personas aari practican algún tipo de cristianismo. Si bien existen mezquitas en la región, la penetración de esta religión en el grupo es aún residual.

## Historia
En 1897 fueron integrados al imperio etíope. A principios del siglo XX, los gobernantes de Amhara enviados por el emperador Menelik II para asegurar el área se convirtieron en terratenientes y los aari fueron reducidos a la servidumbre. En 1974 los aari recuperaron sus tierras tras el derrocamiento de la monarquía etíope. Desde ese momento la situación económica y social del grupo ha mejorado.

## Educación

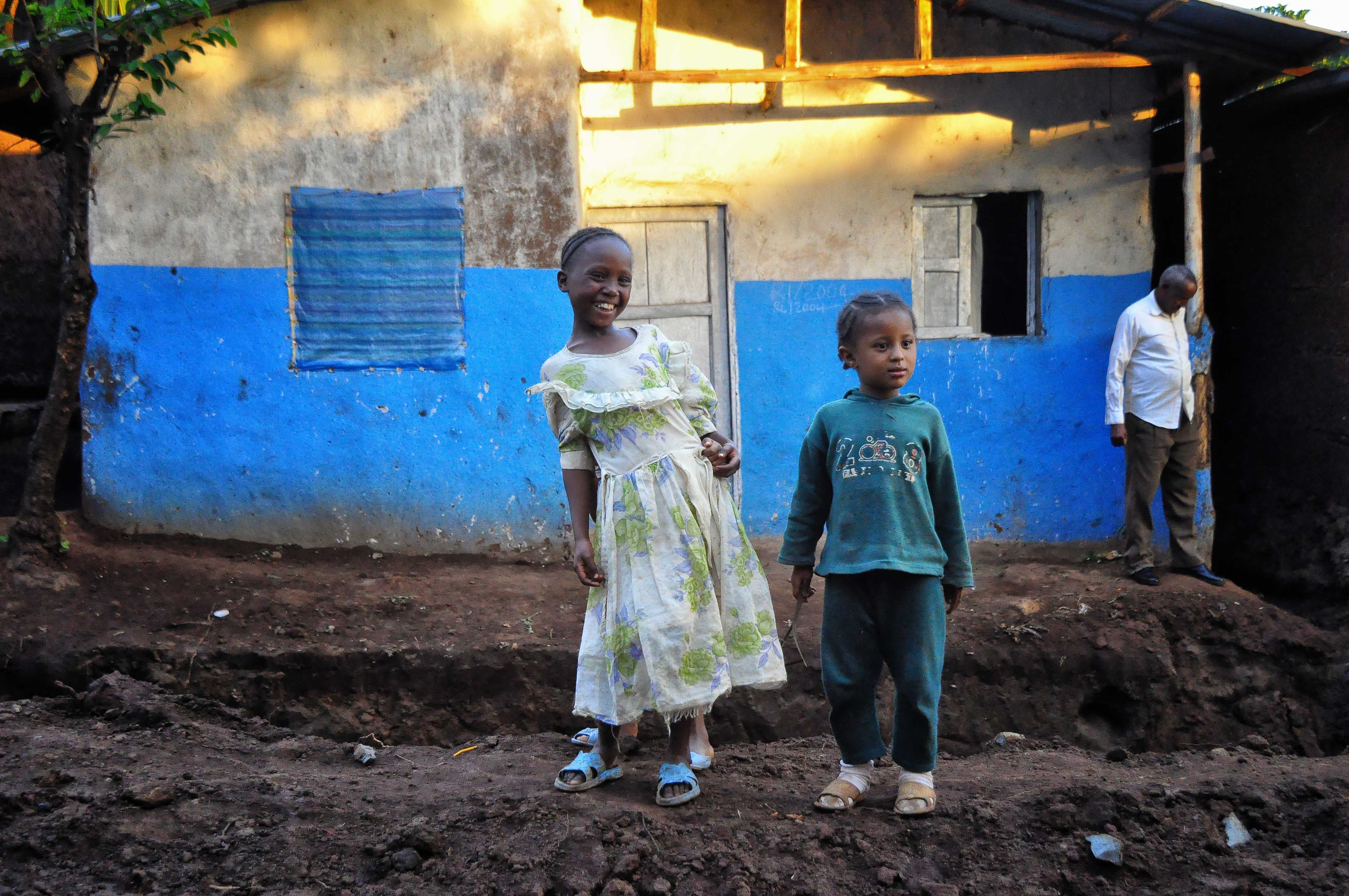
Niños aari en Jinka, Etiopía

La tasa de alfabetización en lengua Aari se estima por debajo del 10%. Existió un proyecto religioso para alfabetizar a la totalidad del grupo a través de la traducción de textos cristianos a la lengua aari, pero discrepancias en la ortografía del mismo paralizaron de momento el trabajo.

## Salud
Las abundantes precipitaciones en las tierras altas eliminan el yodo y otros nutrientes del suelo, y es la causa principal de la alta incidencia de bocio. El avance en las comunicaciones y el acceso a algunos servicios médicos esenciales ha reducido la tasa de mortalidad infantil y de muertes durante la maternidad. Las enfermedades del tracto respiratorio y digestivo todavía cobran muchas vidas entre los más jóvenes. La malaria es un problema creciente en las tierras bajas; ocurren brotes ocasionales de meningitis y fiebre recurrente. Los programas de inmunización para niños están reduciendo la tasa de tétanos, sarampión y otras enfermedades. El hospital de Jinka es el mayor centro de atención sanitaria de la región.

## Galería de Imágenes

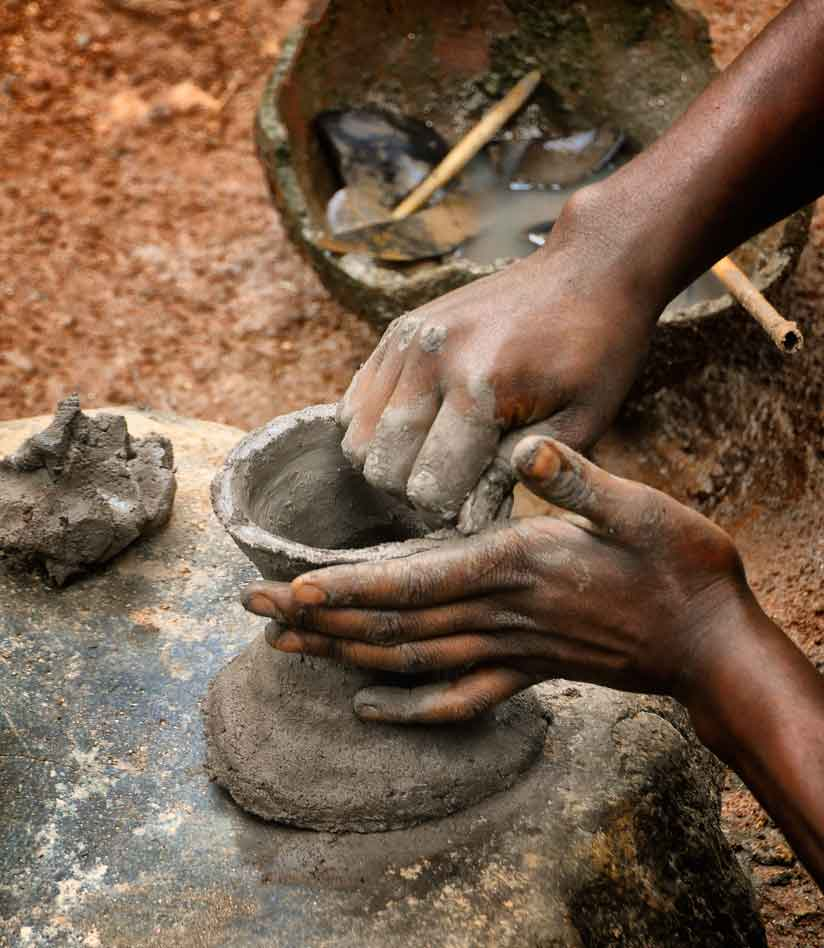
Alfarería tradicional aari en Jinka, Etiopía
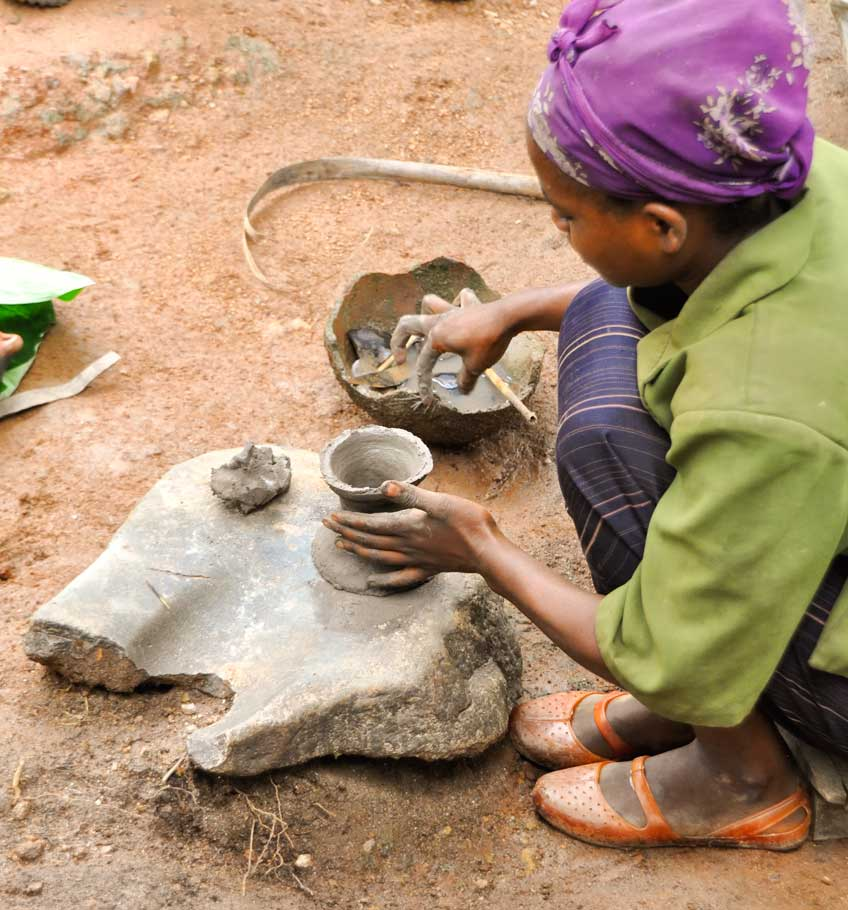
Alfarería tradicional aari, en Jinka, Etiopía
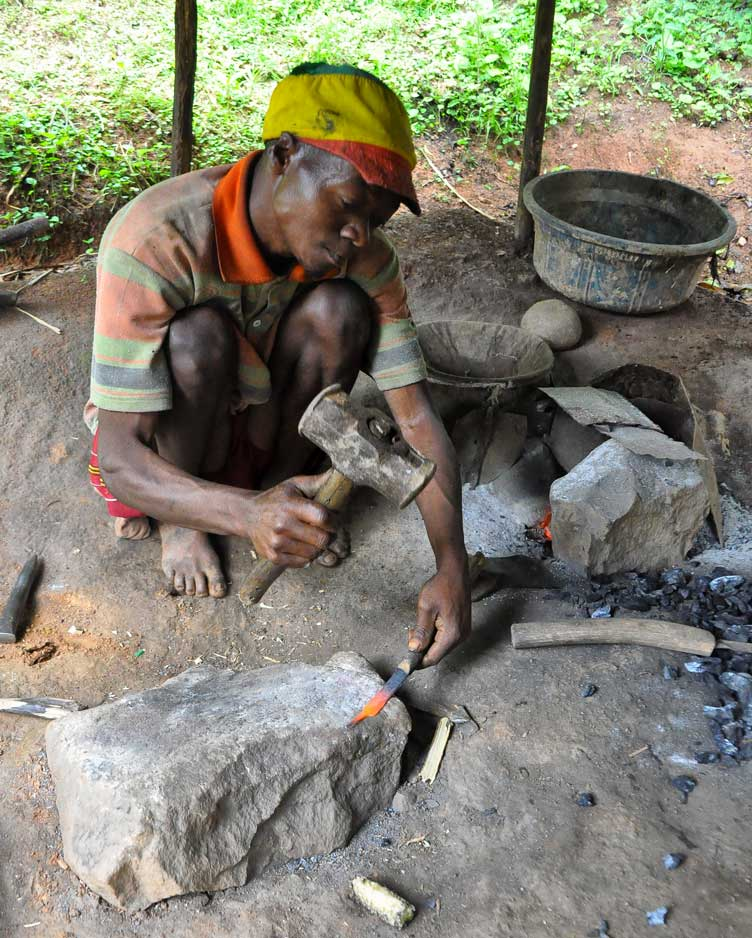
Herrero del pueblo, tribu Aari
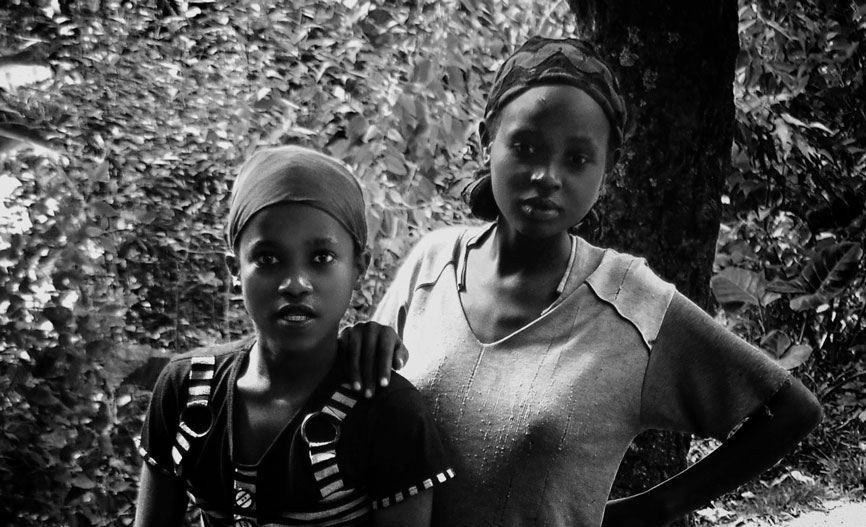
Jóvenes aari en Jinka
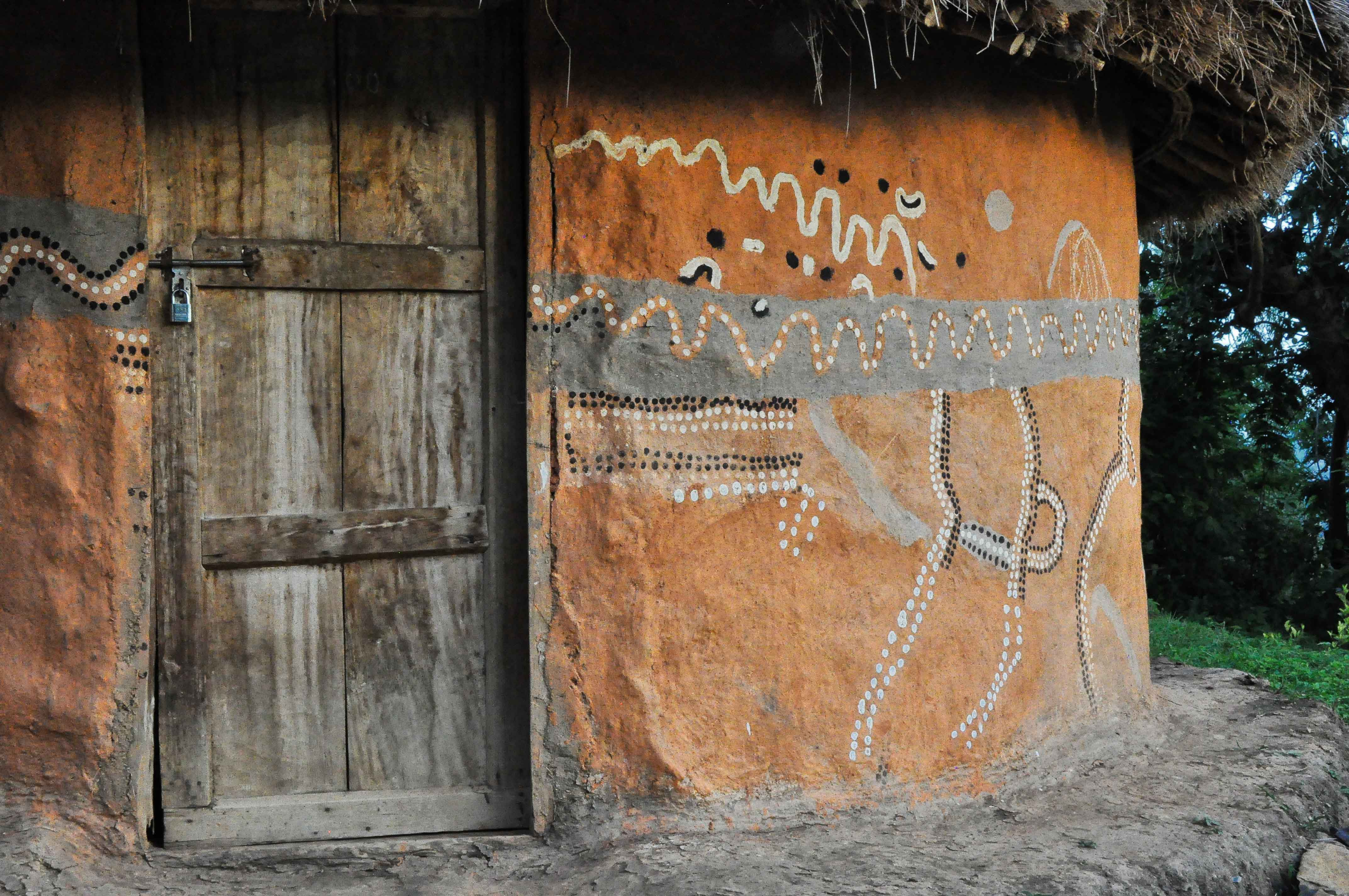
Decoración aari en casa de aldea.
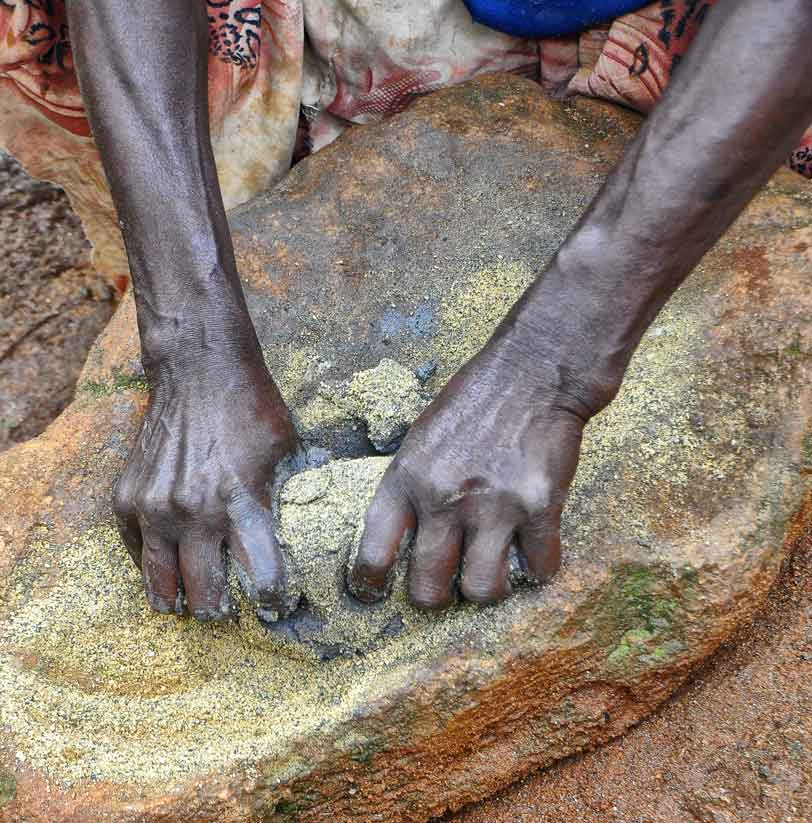
Trabajo con arcilla en aldea aari en Jinka, Etiopía